# Regionální muzeum Mělník
Regionální muzeum Mělník je příspěvková organizace Středočeského kraje. Zaměřuje se na historii vinařství v Čechách a na výrobu dětských kočárků v České republice. Sídlí v budově bývalého kapucínského kláštera na náměstí Míru v historickém centru města Mělník, sama budova pochází z 2. poloviny 14. století.

## Stálé expozice
Muzeum má dvě stálé expozice.

### Vinařství, regionální historie a příroda
První stálá expozice je umístěna v historickém interiéru. Expozice je složena z několika částí, jako např. Nahlédnutí do středověkého města, Měšťanský interiér přelomu 19. a 20. stol., Všední den obyvatel venkova a jiné. Součástí výstavy je ochutnávka českých vín ve středověkých sklepích z 2. poloviny 14. století či v muzejní kavárně na historických hradbách.

### Historické kočárky
Druhá stálá expozice se nachází v samostatné budově v Ostruhové ulici. Pojednává o vývoji dětských kočárků v České republice od druhé poloviny 19. století do konce 60. let 20. století, a to ve stylizovaných dobových interiérech a exteriérech s figurínami a doplňky.
Celoročně nabízí Regionální muzeum Mělník výstavy a akce.